# Горошек Павло Антонович
Павло Антонович Горошек (справжнє прізвище Горощик) (10 червня 1925— 19 жовтня 1994) — Герой Радянського Союзу (1943). Підполковник запасу.

## Біографія
Павло Антонович Горошек (справжнє прізвище — Горощик) народився 10 червня 1925 року в селі Новоніколаєвка Стерлітамакського кантону Башкирської АРСР, РРФСР, СРСР (нині село Федоровського району Республіки Башкортостан РФ) в селянській родині. Білорус. Закінчив 7 класів школи в сусідньому селі Покровка. У вересні 1941 року П. А. Горошек вступив в Стерлітамацьку фельдшерську школу, з другого курсу якої в 1943 році призваний до лав Робітничо-селянської Червоної армії Федоровським райвійськкоматом Башкирської АРСР і направлений на курси кулеметників в Ризьке піхотне училище, яке знаходилося в евакуації у Стерлітамаку.
У боях з німецько-фашистськими загарбниками рядовий П. А. Горошек з вересня 1943 року на посаді командира кулеметного розрахунку у складі 1-го мотострілецького батальйону 69-ї механізованої бригади 9-го механізованого корпусу 3-ї гвардійської танкової армії Воронезького (з 20 жовтня 1943 року — 1-го Українського) фронту. Учасник битви за Дніпро. 22 вересня 1943 року передові частини 69-ї бригади вийшли до Дніпра і на підручних засобах форсували ріку в районі села Зарубинці Канівського району Черкаської області Української РСР і зайняли плацдарм на правому березі. У передовій групі був і рядовий Горошек. До сьомої години ранку форсував Дніпро весь 1-й мотострілецький батальйон. Німці спробували ліквідувати плацдарм, кинувши в бій велику кількість піхоти, танки та авіацію. Але до четвертої години вечора всі атаки ворога були відбиті. В ході бою був важко поранений санінструктор батальйону. Павло Антонович залишився єдиним на плацдармі медиком і тому був переведений в санітари. За шість годин бойових дій рядовий Горошек надав допомогу 26 бійцям і командирам, виніс із зони обстрілу 32 поранених солдатів зі зброєю. Коли вимагали обставини, рядовий Горошок брався за автомат, знищивши за час бою 9 німецьких солдатів.
У подальшому Павло Антонович брав участь у боях на Букринському плацдармі і у визволенні сіл Григорівка та Малий Букрин. У жовтні 1943 року 69-а механізована бригада була таємно перекинули на Лютізький плацдарм і брала участь у Київській наступальній операції. 17 листопада 1943 року указом Президії Верховної ради СРСР червоноармійцеві Горошеку Павлу Антоновичу присвоєно звання Героя Радянського Союзу. За наполяганням батальйонного воєнлікаря рядовий П. А. Горошек так і залишився санітаром. На цій посаді він брав участь і в Київській оборонній операції. В кінці грудня 1943 року Павла Антоновича відрядили на навчання в Саратовське танкове училище, яке закінчив у 1945 році.
Після війни молодший лейтенант П. А. Горошек ще рік служив у бронетанкових і механізованих військах.
У 1946 році він звільнився в запас. Жив у місті-герої Мінську. У 1951 році він закінчив юридичний факультет Білоруського державного університету. Працював у міністерстві державного контролю Білоруської РСР, потім у Комітеті державної безпеки Білорусі. Перед виходом на пенсію підполковник запасу П. А. Горошек обіймав посаду міністра юстиції БРСР. 19 жовтня 1994 року Павло Антонович помер. Похований на Чижовському кладовищі міста Мінська Республіки Білорусь.

## Нагороди
- Медаль «Золота Зірка» (17.11.1943)[5][6].
- Орден Леніна (17.11.1943).
- Орден Вітчизняної війни 1 ступеня (1985).
- Орден Червоної Зірки — двічі (05.10.1943; ??).
- Медалі.

## Пам'ять
- Меморіальна дошка на честь Героя Радянського Союзу П. А. Горошека встановлена на будівлі медичного училища в місті Стерлітамаку Республіки Башкортостан.
- Ім'я Героя Радянського Союзу П. А. Горошека увічнено на меморіалі у парку Перемоги в місті Уфі Республіки Башкортостан.